# يا ورد من يشتريك (مسلسل)
يا ورد مين يشتريك هو مسلسل مصري من إنتاج 2004.

## القصة
تدور أحداث المسلسل حول امرأه تشغل منصب وزيرة المالية ومتزوجة من أكبر محامين البلد وهي شخصية تتميز بالجدية وبسبب ذلك تتكون لها أعداء يحاولون القضاء عليها وبالفعل يتم خروجها من الوزارة وبعد فترة تكتشف ان زوجها متزوج عليها.